# 阪本順治
阪本 順治（さかもと じゅんじ、1958年10月1日 - ）は、日本の映画監督、脚本家。『大鹿村騒動記』や『北のカナリアたち』などを手がけたことで知られている。

## 経歴
大阪府堺市出身。実家は仏具店で、家の前に東映の封切館「堺銀座東映パール」があった。子どもの頃は東映ヤクザ映画の全盛期で、お客が映画館に押し寄せ、紛れてタダ見した。もし家の前の映画館が東映ではなく松竹だったら、人情喜劇でデビューしていたと思うと話している。東映作品を一本だけ選ぶなら『森と湖のまつり』という。大阪府立三国丘高等学校時代は家に閉じこもり、友達は一人もいなかったという。大きな影響を受けたのが大島渚で、大島のシナリオを読み漁っていたら、学生運動をしないといけないと思うようになった。それでまだ学生運動をやっているところはないかと探したら横浜国立大学がまだやっていたことが分かり、一浪して同大学教育学部入学。しかし大学生活は面白くなく、すぐに行かなくなり10ヶ月で中退。映画の世界に行くしかないとは考えていたが、製作現場に入る方法が分からず、テレビドラマでエキストラのアルバイトなどをする。偶然、石井聰亙と知り合いになり「『爆裂都市 BURST CITY』を撮るけど、美術助手なら空いてるよ」と誘われ、初めて映画製作の現場を体験する。同作の撮影は5ヵ月続き、毎日徹夜で現場で寝たという。ギャラは月4万円と安かったが、3食メシが出るし映画の撮影が楽しく映画をやっていきたいと思うようになった。以降、助監督として井筒和幸や川島透の現場にスタッフとして参加する。
1989年、赤井英和主演の『どついたるねん』にて監督デビューを果たし、芸術選奨文部大臣新人賞、日本映画監督協会新人賞、ブルーリボン賞作品賞を受賞する。2000年、深作欣二監督『仁義なき戦い』（1973年）をリメイクした『新・仁義なき戦い』を監督する。同年、藤山直美主演の『顔』で第25回報知映画賞作品賞を受賞した。
2002年、日韓合作映画『KT』が公開される。2007年、風吹ジュン主演の『魂萌え!』が公開される。2008年、タイでの幼児売買春と臓器密売を扱った『闇の子供たち』が公開される。同年、藤原竜也主演の『カメレオン』を監督する。2010年には、香取慎吾主演の『座頭市 THE LAST』が公開されたほか、仲村トオル主演の『行きずりの街』が公開された。
2011年、布袋寅泰「PROMISE」のミュージック・ビデオを監督する。2012年、原田芳雄の遺作となった『大鹿村騒動記』が第33回ヨコハマ映画祭作品賞を受賞する
。同年、吉永小百合を主演に迎えた東映創立60周年記念映画『北のカナリアたち』が公開される。2013年、M資金をめぐる経済サスペンス『人類資金』が公開される。2014年、一青窈「蛍」のミュージック・ビデオを監督する。2015年、ドキュメンタリー映画『ジョーのあした 辰吉丈一郎との20年』が第28回東京国際映画祭のパノラマ部門にて上映される。2023年、長編映画『せかいのおきく』が第22回ニューヨーク・アジアン映画祭にて上映され、同映画祭から、生涯功績賞を受賞する。

## スタイルと影響
北野武と並んで「撮影所以後」を代表する監督のひとりと目されている。
影響を受けた映画監督にはフェデリコ・フェリーニを挙げている。

## フィルモグラフィー

### 映画（監督作品・その多くで脚本兼務）
- どついたるねん（1989年）
- 鉄拳（1990年）
- 王手（1991年）
- トカレフ（1994年）
- BOXER JOE（1995年）
- ビリケン（1996年）
- 傷だらけの天使シリーズ
  - 傷だらけの天使（1997年）
  - 愚か者 傷だらけの天使（1998年）
- 顔（2000年）
- 新・仁義なき戦い（2000年）
- KT（2002年）
- ぼくんち（2003年）
- この世の外へ クラブ進駐軍（2004年）
- 亡国のイージス（2005年）
- 魂萌え!（2007年）
- 闇の子供たち（2008年）
- カメレオン（2008年）
- 座頭市 THE LAST（2010年）
- 行きずりの街（2010年）
- 大鹿村騒動記（2011年）
- 北のカナリアたち（2012年）
- 人類資金（2013年）
- ジョーのあした 辰吉丈一郎との20年（2015年）
- 団地（2016年）
- エルネスト（2017年） ※ 日本・キューバ合作映画。[29]
- 半世界（2019年）
- 一度も撃ってません（2020年）
- 弟とアンドロイドと僕（2022年）
- 冬薔薇（2022年）
- せかいのおきく（2023年）
- てっぺんの向こうにあなたがいる（2025年公開予定）

### 映画（監督作品以外）
- 爆裂都市 BURST CITY （1982年） 美術編集
- アジアの逆襲 （1983年） 製作担当
- 危ない話 （1989年） 脚本のみ
- SFXアドベンチャーアクション　東方見聞録 1992 原作
- 映画監督って何だ！2006 出演

### ミュージック・ビデオ
- 布袋寅泰「PROMISE」（2011年）
- 一青窈「蛍」（2014年）

## 著書
- ビリケン（1996年、扶桑社文庫）
- 孤立、無援（2005年、ぴあ）